# Elektronické právní jednání
Elektronické právní jednání (EPJ) je právní jednání v oblasti práva informačních a komunikačních technologií (právo ICT).

## Podle práva České republiky
EPJ v Česku vychází z úpravy evropského nařízení č. 910/2014 (eIDAS; anglicky electronic IDentification, Authentication and trust Services) o elektronické identifikaci a službách vytvářejících důvěru pro elektronické transakce na vnitřním trhu. Upravuje instituty EPJ jako prostý a kvalifikovaný elektronický podpis (Qualified Electronic Signature; QES) fyzických osob a elektronickou pečeť právnických osob. Dotýká se pozitivního práva.
Nařízení eIDAS má dopad do fungování státní správy, oblasti e-commerce a možností technické realizace, digitálních formátů a technických norem.
Dnem 1. února 2020 v Česku nabyl účinnosti zákon o právu na digitální služby a o změně některých zákonů č. 12/2020 Sb. označovaný během přípravy také jako digitální ústava.

## Podle práva Německa
Obecně platí, že německé právní předpisy nestanovují žádnou předepsanou formu nebo požadavek na předložení závazných prohlášení. K uzavření kupní smlouvy v zásadě stačí pouhý e-mail nebo kliknutí na tlačítko, viz souhlas kliknutím.
V Německu lze většinu smluv uzavřít bez dodržení zvláštních formálních požadavků. Smlouvu lze uzavřít i ústně. U smluv uzavíraných v textové podobě, lze uvažovat o použití jednoduchého nebo zaručeného elektronického podpisu. U smluv, které vyžadují písemnou formu, je přijatelný pouze kvalifikovaný elektronický podpis. V některých případech není přijatelný žádný z výše uvedených způsobů. Například u dokumentů, které jsou notářsky ověřené, elektronické podpisy nepostačují.

## Podle práva Francie
Francouzské právo týkající se elektronických podpisů výrazně rozlišuje mezi smlouvami mezi obchodními společnostmi (B2B) a ostatními, např. mezi obchodní společností a spotřebitelem (B2C). V případě smlouvy B2B lze obsah smluvních dokumentů a podpisy stran doložit elektronicky jakýmkoli způsobem.

## Podle práva EU
Dne 29. září 2018 vstoupila v platnost pravidla nařízení eIDAS o přeshraničním uznávání prostředků elektronické identifikace. Upravující také ověřování elektronického podpisu a možnosti podpisu na bázi PKI pro splnění požadavků právních předpisů EU.
Dne 1. ledna 2022 vstoupila v platnost směrnice (EU) 2019/770 o některých aspektech týkajících se smluv o poskytování digitálního obsahu a digitálních služeb a směrnice (EU) 2019/771 o některých aspektech týkajících se smluv o prodeji zboží. Směrnice upravuje nákup zboží, digitálního obsahu a digitálních služeb z kterékoli země EU v rámci jednotného trhu. Upravuje práva spotřebitele v případě vadného výrobku. Směrnice překlenuje rozdíly ve vnitrostátním smluvním právu a umožňuje tak podnikům nabízet své výrobky spotřebitelům v zahraničí.

## Podle angloamerického práva (common law)

### Anglie
V současné době (duben 2022) se elektronické podpisy pokročilý (Advanced Electronic Signatures; AES) ani kvalifikovaný (QES) běžně pro smlouvy uzavírané podle anglického práva z důvodu složité legislativy nepoužívají.
Nařízení eIDAS, sjednocující způsob pro elektronickou identifikaci a důvěryhodné služby v celé EU, bylo ve Spojeném království doplněno nařízením o elektronické identifikaci a službách vytvářejících důvěru pro elektronickou komunikaci (Electronic Identification and Trust Services for Electronic Transactions Regulations 2016), článkem 7 zákona o elektronických komunikacích (Electronic Communications Act 2000) a v rámci procesu Brexitu bylo s pozměňovacími návrhy přijato.

### Spojené státy
EPJ upravují předpisy specifické pro dané odvětví, ať již jde o oblasti věd o živé přírodě nebo například profesionální inženýrské pečeti (U.S. State Professional Engineering Seals) pro architekturu, inženýrství a stavebnictví.
EPJ je také upraveno v části 11 Guidance for Industry amerického úřadu FDA. Úprava se vztahuje na záznamy v elektronické podobě, které jsou vytvářeny, upravovány, udržovány, archivovány, vyhledávány nebo předávány agentuře podle federálního zákona o potravinách, léčivých přípravcích a kosmetických prostředcích a zákona o službách veřejného zdraví, i když tyto záznamy nejsou v předpisech agentury výslovně uvedeny (§ 11.1).